# Daniel Ståhl
Daniel Ståhl (* 27. srpna 1992, Solna) je švédský atlet, jehož specializací je hod diskem. V roce 2019 se stal v této disciplíně mistrem světa.

## Kariéra
Ståhl se do světové atletiky výrazněji zapsal až v roce 2016, kdy se sice neprobojoval z kvalifikace do finále na OH v Riu de Janeiru, později ale hodil nejdelší hod sezóny 68,72 metru. V roce 2017 už skončil na MS v Londýně těsně druhý (o 2 cm) výkonem 69,19 metru. Ve stejném roce také poprvé překonal národní rekord hodem dlouhým 71,29 metru. Ten dále vylepšil výkonem 71,86 metru v roce 2019. Ve stejném roce zvítězil na MS v katarském Dauhá výkonem 67,59 metru.

## Osobní rekordy
- Vrh koulí – 19,38 metru (Sollentuna, 2016)
- Hod diskem – 71,86 metru (Bottnaryd, 2019)